# Antonio Bruno (poeta)
Antonio Bruno (Biancavilla, 26 novembre 1891 – Catania, 28 agosto 1932) è stato un poeta e letterato italiano.
Fu un apprezzato poeta poliglotta e futurista ed a lui si deve la fondazione a Catania della rivista letteraria Pickwick. Partecipò al gruppo "Italia futurista".

## Biografia
Nato a Biancavilla nel 1891, crebbe in agiata famiglia borghese; il padre Alfio Bruno era personaggio in vista e primo cittadino del paese. Dopo gli studi si trasferì a Firenze, dove ebbe occasione e ruolo per dieci anni di frequentare gli ambienti culturali e di formarsi poeticamente. Fu anche a Palermo, Roma, Londra e Parigi. In ultimo partecipò al progetto futurista con L'immorale signora Bovary, uno studio letto al Circolo parigino di letture italiane ricorrendo il primo centenario della nascita di Gustave Flaubert, poi pubblicato nel 1930. Il 7 maggio 1912, presso l'Università romana lesse uno studio dal titolo Come amò e non fu riamato Giacomo Leopardi, lettura poi pubblicata nello stesso anno. Di seguito, partecipando attivamente al dibattito letterario catanese, fondò e diresse la famosa rivista Pickwik e pubblicò numerose opere in merito al movimento futurista.
Del suo incontro nel gennaio 1920 con Filippo Tommaso Marinetti e la Direzione del Movimento futurista milanese se ne hanno tracce dal Catalogo generale delle Opere esaurite, inserito da Bruno nelle sue pubblicazioni. Sempre nel 1920 pubblica l'opera Un poeta di provincia: schiarimento catanese in difesa della poesia per le edizioni Futuriste di Poesia di Milano. L'opera è dal poeta dedicata alla facile musa di Giuseppe Villaroel, ma che dir si voglia lo schiarimento bruniano passa in rassegna anche i vizi e i difetti delle lettere e letterati italiani a iniziare dal mito di Gabriele D'Annunzio.
In alcune note critiche le divagazioni letterarie di Bruno, quali gli schiarimenti e le stroncature, vengono descritte come emergenti non solo dal suo animo ma anche dal suo essere futurista, erano sempre nuove e molto contorte seppure ermetiche in qualche terzina o rima poetica.
Bruno passeggiava spesso per le vie di Catania con un ramo di fiori in mano (rose fresche o garofani) dando dei leggeri colpi sul viso a ignari passanti e predicendo la loro sorte. Proprio in quel tempo tappezzò i muri catanesi col poema dal titolo Dolly Ferretti (definito "affiche-murale paro libero") dedicato ad Ada Fedora Novelli; il poema venne poi inserito in Fuochi di bengala del 1917, una raccolta di traduzioni e atmosfere orientali. La Novelli fu la musa d'ardore bruniano; a lei scrisse le cinquanta lettere d'amore dal titolo Alla signorina Dolly Ferretti, raccolte poi con cura nel 1928. Il suo rachitismo era temperato dalla raffinata eleganza nel vestire e del tratto e la sua personalità affascinante si esprimeva anche tra frizzi e sollazzi, sarcasmi ed umorismo nero. La critica del tempo lo definì in realtà un uomo sia fisicamente che moralmente malato, spesso depresso fino all'inverosimile dall'oblio e dal male di vivere.
Accusato di aver dilapidato l'intero patrimonio paterno e a seguito di grave crisi depressiva, Antonio Bruno morì suicida a Catania in una modesta camera d'albergo il 28 agosto del 1932; ne venne constatato il decesso per un notevole eccesso nella ingestione del farmaco Veronal. Le spoglie del poeta vennero tumulate presso il PAX biancavillese ed una lapide commemorativa lo ricorda nel palazzo omonimo in via Vittorio Emanuele. Solo dopo la sua morte è stato oggetto di studi da parte della critica e se ne è avuta la pubblicazione commentata e la riedizione di opere varie, come ad esempio Dal salmista ai Maudits, con alcuni scritti scelti e curati da Ermanno Scuderi nel 1966. Le riedizioni continuarono con l'eccelsa raccolta poetica More di macchia del 1913, proseguendo al diario del poeta col titolo Rottami del 1913. La critica poi si interessò e ripubblicò la raccolta di poesie Balocchi del 1915 e la poco conosciuta ma remunerabile opera narrativa de Ritratto dell'amica Morella del 1919-1920.
Le traduzioni nel corso degli anni furono circa centodieci, raggruppate nelle opere Voluttà d'altatensione del 1980, i famosi Quaderni del 1989, una pubblicazione sulle Opere del 1987, seguito dalla pubblicazione de Il corvo e la filosofia della composizione di Edgar Allan Poe, in cui la traduzione de Il Corvo di Poe del 1932 e delle altre poesie di Antonio Bruno sono opera di nota da parte Franco Sgroi nel 1990, e di recente le Pagine sparse di critica narrativa con delle traduzioni su Bruno reperite e raccolte da Ermanno e Graziella Scuderi nel 2000.

## Opere principali
- More di Macchia, Roma, G. Romagna e C., 1913
- Come amò e non fu riamato Giacomo Leopardi: studio letto all'Università di Roma il 7 maggio 1912, Roma, Tip. sociale Polizzi & Valentini, 1913 (poi col sottotitolo III messaggio della gnosi d'Albavilla, Catania, Tip. Sorace e Siracusa, 1929)
- Fuochi di bengala, preceduti da un razzo di Emilio Settimelli, Firenze, Edizioni de L'Italia futurista, 1917 (riedizione, Novecento Editore, 1990)
- Un poeta di provincia: schiarimento catanese in difesa della poesia, Milano, Edizioni futuriste di "Poesia", 1920
- Ritratto dell'amica Morella, edizioni L'Italienne, Paris
- Baronella, «Il Tevere», agosto 1926
- Thea, «Il Tevere», novembre 1926
- Via Tornabuoni, «Corriere di Catania», 20 agosto 1927
- Cinquanta lettere d'amore alla signorina Dolly Ferretti, Catania, Libreria Tirelli, 1928
- Lagnosi d'Albavilla, principi elementari dettati da Maria d'Albavilla nel 37° del suo amore per Antonio Bruno in terra di folli religioni, Catania, Tip. Sorace, 1931
- Antonio e Maria d'Albavilla, Catania, Tip. Sorace, 1931
- 110: Volutta d'altatensione, Firenze, Salimbeni, 1980
- Opere, Biancavilla, Comune, 1987
- Quaderni, a cura di Vito Sorbello, Palermo, Sellerio, 1989

## Traduzioni
- La principessa di Clèves di M.me La Fayette, «Corriere di Sicilia», Catania, 18 aprile 1926
- Quando ero fanciullo, di S.B. Wiedman, «Corriere di Sicilia», Catania, 23 giugno 1926
- La donna e il burattinaio, di Pierre Louÿs, «Corriere di Sicilia», Catania, 8 febbraio 1927 e segg.
- Edgar Allan Poe, Il corvo e altre poesie, Palermo, Novecento, 1990

## Il patrimonio letterario
Il patrimonio letterario di un certo valore dello scrittore e poeta futurista Antonio Bruno è stato fino al marzo 2011 custodito a Mestre dal poeta Alfio Fiorentino (catanese d'origine).
Tutta la documentazione sul poeta è stata controllata dalla Biblioteca nazionale veneziana Marciana che ne ha certificato l'autenticità. Il patrimonio è stato quindi donato alla città di Biancavilla che provvede a custodirlo all'interno della biblioteca comunale "Gerardo Sangiorgio". A curarne l'inventario delle opere è Placido Antonio Sangiorgio, studioso della personalità di Bruno. Un riordino successivo è stato fatto dalla dott.ssa Margherita Maria Messina, biancavillese e lontana parente del poeta, attraverso la sua tesi di laurea 'Il fondo Antonio Bruno: dall'inventario al catalogo arricchito', dov'è stato realizzato un catalogo digitale contenente schede dettagliate sui documenti contenuti, in particolar modo sullo stato di conservazione.

## Il fondo
Il fondo del poeta consta di corrispondenza e volumi:
- Nella corrispondenza di artisti letterati e poeti, vi sono missive ad Antonio Bruno di Tommaso Marinetti, Verga, De Roberto, Campana, Papini, Ungaretti, Balla, Meriano, Deledda, Negri, Palazzeschi, Moscardelli, Lebrecht, Gherardo Marone, D’Arezzo, Timpanaro sr., Centi, Balilla Pratella, Buzzi, Ginna, Settimelli, De Mattei;
- Lettere e telegrammi ad Antonio Bruno del padre Alfio e dello zio Placido, di Antonio ad Ada Fedora Novelli; la versione francese delle 50 lettere d'amore a Dolly Ferretti, di una novella e di una poesia; varie stesure incomplete di opere e 5 temi di liceo di Antonio Bruno;
- Vi sono poi fotografie di Antonio Bruno; 1 dei fratelli Alinari di Firenze con dedica; 1 del padre; 1 della madre; 1 di opera d'arte; 1 di donne indistinte;
- Infine, una miscellanea di ricevute di acquisti, cambiali, biglietti da visita di Antonio Bruno:
- Volumi e Tavole Parolibere di Antonio Bruno[7].